# 翼状荡镖水蚤
翼状荡镖水蚤（学名：Neutrodiaptomus alatus）为镖水蚤科荡镖水蚤属的动物，是中国的特有物种。分布于四川、湖北等地，一般栖息于长江流域的湖泊和池塘中。